# Malope
Malope es un género de plantas de flores de la familia (Malvaceae). Hay tres especies, de las cuales Malope trifida es usada como planta ornamental.

## Taxonomía
Es originario de la región del Mediterráneo. Fue descrito por Carlos Linneo y publicado en Species Plantarum 2 - 692, en el año 1753. La especie tipo es Malope malacoides L.

## Especies
- Malope anatolica Huber-Mor.
- Malope trifida Cav.
- Malope malacoides L.